# Elecciones presidenciales de Estados Unidos de 1996 en Nueva York
La elección presidencial de los Estados Unidos de 1996 en Nueva York tuvo lugar el 5 de noviembre de 1996, como parte de la  1996 elección presidencial de los Estados Unidos. Los votantes eligieron 33 representantes, o electores para el  Colegio Electoral, quienes votaron por  presidente y  vicepresidente.
Nueva York, un estado azul que ningún republicano ha ganado desde 1984, fue ganado por el titular  Demócrata Presidente Bill Clinton de Arkansas y Vicepresidente Al Gore de Tennessee, sobre el boleto republicano del senador Bob Dole de Kansas y el representante Jack Kemp de  Nueva York. Clinton llevó a Nueva York por un abrumador margen de 28.86% de la victoria, obteniendo el 59.47 por ciento de los votos y el 30.61 por ciento de Dole, a pesar de que el candidato republicano a la vicepresidencia, Jack Kemp, era de Nueva York. El candidato del Partido Reformista de los Estados Unidos de América (Ross Perot) terminó tercero, con el 7.97 por ciento del voto popular.
- Datos: Q7892959
- Multimedia: United States presidential election in New York, 1996 / Q7892959